# SS Germanic (1874)
SS Germanic foi um transatlântico construído pelo estaleiro Harland and Wolff e operado inicialmente pela White Star Line. Mais tarde, ele foi operado por outras companhias, sendo renomeado pelos seguintes nomes: Ottawa, Gul Djemal e Gulcemal.

## História

### Germanic
O Germanic foi lançado ao mar no dia 15 de julho de 1874, e sua equipagem foi concluída no início de 1875. O navio era alimentado por caldeiras a vapor, possuindo também quatro mastros. Ele partiu em sua viagem inaugural no dia 30 de maio, substituindo o RMS Oceanic, da própria White Star Line.
Em julho daquele ano, durante uma travessia no sentido leste, Germanic estabeleceu um recorde de velocidade transatlântica, navegando a uma velocidade de 15,75 nós, cruzando o Oceano Atlântico em sete dias. Por conta disto, ele recebeu o cobiçado Blue Riband. Em fevereiro de 1876, ele bateu seu próprio recorde. Em uma viagem posterior, quando esteve no sul da Irlanda, ele teve seu eixo da hélice cortada, tendo que navegar para Waterford como um navio veleiro.
Em 1895, Germanic passou por uma reforma, com a instalação de um motor a vapor de expansão tripla. No dia 13 de fevereiro de 1899, quando esteve ancorado no pier da White Star Line em Nova Iorque, uma nevasca cobriu seus pavimentos com uma pesada camada de neve, tendo que ser transferido para Belfast, onde foi realizado reparos. Germanic voltou quatro meses depois.

### Ottawa
No dia 3 de setembro de 1903, Germanic fez sua última travessia como navio da White Star Line. Em 1904, ele foi vendido para a American Line, uma das empresas irmãs da White Star Line. No dia 5 de janeiro de 1905, Germanic foi rebatizado como Ottawa. Nos próximos quatro anos, Ottawa navegou em mares canadenses, realizando viagens entre Quebec City e Montreal.

### Gul Djemal
Em 1910, o governo da Turquia adquiriu o navio, tornando parte de uma frota de cinco navios. Ele deixou Liverpool pela última vez no dia 15 de maio de 1911, navegando como Gul Djemal. Poucos meses depois, ele transportou soldados turcos durante uma guerra no Iémen. Quando a Primeira Guerra Mundial começou, ele serviu como um navio de tropas, transportando tropas para a península de Galípoli. No dia 3 de maio de 1915, Gul Djemal transportava mais de 4 000 soldados, quando foi torpedeado pelo submarino britânico HMS E14'. Ele afundou em água rasa permanecendo apenas o deck superior fora d'água, a maioria dos passageiros tripulantes a bordo perderam a vida. O navio foi re-flutuado antes do final da guerra e voltou a transportar tropas..
Logo após a Primeira Guerra Mundial o Gul Djemal foi transferido para a American Line, e passou a fazer o transporte de imigrantes com destino aos Estados Unidos., realizando sua primeira viagem no dia 10 de outubro de 1921. Mais tarde, ele navegou pelo Mar Negro.

### Gulcemal
Em 1928, ele foi transferido para a Turkiye Seyrisefain Idaresi, que o renomeou de Gulcemal. Em 1931, ele se acidentou no Mar de Mármara. O Gulcemal sobreviveu a Segunda Guerra Mundial, embora não ter desempenhado nenhum papel notável. Em 1950, ele foi convertido em um navio-hotel. No dia 29 de outubro do mesmo ano ele foi transferido para Messina, onde foi desmontado. Ele esteve em operação durante 75 anos, e utilizado nas duas guerras mundiais.